# Jesús Gallardo
Jesús Daniel Gallardo Vasconcelos (* 15. August 1994 in Cárdenas, Tabasco) ist ein mexikanischer Fußballspieler auf der Position eines Verteidigers.

## Laufbahn
Gallardo begann seine fußballerische Laufbahn 2010 beim in der viertklassigen Tercera División spielenden Club Social y Deportivo Once Hermanos aus Huimanguillo, Tabasco. Die Saison 2012/13 verbrachte er bei den ebenfalls in der Tercera División spielenden Jaguares de la S.T.P.R.M. 48, einem Farmteam des Erstligisten Jaguares de Chiapas.
Dort erweckte er die Aufmerksamkeit von Talentscouts der UNAM Pumas, die ihn zur Saison 2013/14 verpflichteten. Nach einer Spielzeit in Reihen des in der drittklassigen Segunda División spielenden Pumas-Farmteams Pumas Naucalpan absolvierte er seinen ersten Pflichtspieleinsatz für die erste Mannschaft der UNAM Pumas in den im September 2014 ausgetragenen Pokalspielen gegen Deportivo Toluca, die 2:2 und 1:2 endeten. Sein Debüt in der höchsten mexikanischen Spielklasse absolvierte Gallardo am 23. November 2014 in einem Heimspiel der Pumas gegen den CF Monterrey, das mit einem 4:2-Sieg der Hausherren endete.
Seit Mitte 2016 ist Gallardo Stammspieler der Pumas und bereits am 8. Februar 2017 absolvierte er seinen ersten Länderspieleinsatz für die mexikanische Fußballnationalmannschaft in einem Testspiel, das 1:0 gegen Island gewonnen wurde. Nach insgesamt 5 Länderspieleinsätzen im Jahr 2017 wurde Gallardo in den 28-köpfigen Kader berufen, aus dem der mexikanische WM-Kader für 2018 ausgewählt wurde.  Bei der WM 2018 gehörte Gallardo in allen Spielen zur Startformation der Mexikaner und schrieb im letzten Gruppenspiel gegen Schweden „Geschichte“, als er nach einem Foul gegen Ola Toivonen bereits nach 15 Sekunden die Gelbe Karte erhielt. Es war die schnellste Gelbe Karte der WM-Geschichte. Auch bei der Fußball-Weltmeisterschaft 2022 kam er in allen Spielen Mexikos zum Einsatz.
Im Juni 2024 wechselte er zu Deportivo Toluca.
Am 7. September 2024 bestritt er im Freundschaftsspiel gegen Neuseeland sein 100. Länderspiel, wodurch Mexiko mit 18 Spielern alleiniger Rekordhalter wurde.

## Erfolge

### Verein
- Mexikanischer Meister: Apertura 2019
- Copa México: 2019/20

### Nationalmannschaft
- CONCACAF Gold Cup: 2019, 2023, 2025